# Мантула, Лев
Лев Мантула (сербохорв. Lev Mantula; 8 декабря 1928, Сараево — 1 декабря 2008, Цюрих) — югославский футболист, игравший на позиции защитника. По завершении игровой карьеры — тренер.
Выступал за клубы «Динамо» (Загреб), «Загреб» и «Серветт», а также национальную сборную Югославии.
Чемпион Югославии. Двукратный чемпион Швейцарии. Обладатель Кубка Швейцарии. Чемпион Швейцарии (как тренер).

## Клубная карьера
Во взрослом футболе дебютировал в 1947 году выступлениями за команду клуба «Сараево», в которой провел четыре сезона.
Своей игрой привлек внимание представителей тренерского штаба клуба «Динамо» (Загреб), к составу которого присоединился в 1952 году. Сыграл за «динамовцев» следующие три сезона своей игровой карьеры. За это время завоевал титул чемпиона Югославии.
В 1955 году заключил контракт с клубом «Загреб», в составе которого провел следующие три года своей карьеры.
С 1959 года играл в Швейцарии — три сезона защищал цвета клуба «Серветт», с которым дважды выигрывал чемпионат Швейцарии. Завершал профессиональную игровую карьеру в клубе «Сьон», за который выступал на протяжении 1962—1966 годов. За это время добавил в перечень своих трофеев титул обладателя Кубка Швейцарии.

## Выступления за сборную
В 1954 году провел свой единственный официальный матч в составе национальной сборной Югославии. В том же году в ее составе был участником чемпионата мира в Швейцарии, где, впрочем, оставался запасным игроком и на поле не выходил.

## Карьера тренера
Начал тренерскую карьеру, еще продолжая играть на поле, в 1963 году года возглавив тренерский штаб клуба «Сьон» за который выступал.
В 1967 году стал главным тренером «Цюриха», который в первом же сезоне привел к победе в национальном первенстве, после чего тренировал команду из Цюриха еще один год.
Позже был главным тренером клуба «Ксамакса», в течение 1972—1975 годов и с 1979 по 1980 год.
Умер 1 декабря 2008 года на 80-м году жизни в Цюрихе.

## Титулы и достижения

### Как игрока
- Чемпион Югославии (1):

«Динамо» (Загреб) : 1953—1954
- Чемпион Швейцарии (2):

«Серветт» : 1960-1961, 1961-1962
- Обладатель Кубка Швейцарии (1):

«Сьон» : 1964—1965

### Как тренера
- Чемпион Швейцарии (1):

«Цюрих» : 1967-1968